# Водяная дорога (фонтан-шутиха)
Водяная дорога (Мочильная дорога) — памятник архитектуры в Петергофе, фонтан-шутиха в восточной части Нижнего парка.
Изначально шутиха была построена по замыслу Петра I и проекту Николо Микетти перед Руинным каскадом как «мост»-дорожка, выложенная цветным клинкерным кирпичом. Вода подавалась с обочин, создавая водяное берсо из трёхсот струй. Строительство этого фонтана, как и прочих шутих Петергофа, проходило в 1723 году (по другим источникам, её первый пуск состоялся в 1721 году).
Фонтан проработал недолго. В 2001 году он был восстановлен, взамен исходной идеи внезапного включения вода подаётся в фонтан по расписанию по минуте три раза в день.